# Kubanski konvertibilni pezo
Kubanski konvertibilni pezo (peso cubano convertible) je jedna od dvije valute Kube. Nema svoj ISO 4217 kod, ali koristi se kratica CUC ili CUC$. Dijeli se na 100 konvertibilnih centava.
Koristi se od 1994. godine, usporedno s kubanskim pezom. Koristi se u turizmu i za plaćanje luksuznih dobara. Tečaj mu je vezan uz tečaj američkog dolara u odnosu 1 USD za 1.08 CUC. Banka Kube izdaje kovanice od 1, 5, 10, 25, 50 centi, 1 i 5 konvertibilnih pezosa, te novčanice od 1, 3, 5, 10, 20, 50 i 100 konvertibilnih pezosa.

## Vanjske poveznice
- Banka Kube  Arhivirana inačica izvorne stranice od 3. kolovoza 2003. (Wayback Machine)